# Вогні Голлівуда
«Вогні Голлівуда» (англ. Hollywood Lights) — американська короткометражна кінокомедія Роско Арбакла 1932 року.

## У ролях
- Вірджинія Брукс
- Ріта Флінн
- Тут Мейк
- Тед О'Ші
- Ферн Емметт
- Лінтон Брент
- Джек Шоу
- Берт Янг
- Бетті Грейбл